# Novodruzjesk
Novodruzjesk (ukrainsk: Новодружеськ, russisk: Новодружеск) er en by i Lysychansk Kommune, Luhansk oblast (region) i Ukraine. I 2021 havde byen 6.806 indbyggere. Novodruzjesk blev oprindeligt etableret i 1963 under Ukraines sovjet-periode, men er nu en bymæssig bebyggelse med et berømt bryggeri.

## Demografi
Modersmål ifølge den ukrainske folketælling 2001:
- Russisk 55.4%
- Ukrainsk 40.9%
- Hviderussisk 0.2%